# Prix Goethe de la ville de Berlin
Ne doit pas être confondu avec Prix Goethe de la ville de Francfort.
Le prix Goethe de la ville de Berlin (Berlin-Est) est un prix décerné à des personnalités pour leurs réalisations exceptionnelles dans le domaine de l'art et de la science. Le prix a été fondé en 1949 par le Conseil municipal du Grand Berlin et a été décerné pour la dernière fois en 1989.
Le prix était accordé par le maire de Berlin-Est le 28 août de chaque année pour célébrer l'anniversaire de naissance de Goethe.

## Récipiendaires

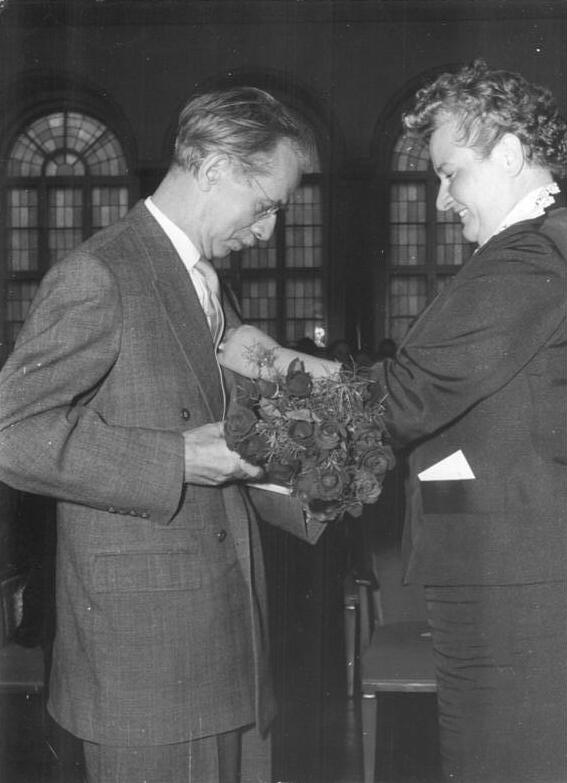
Otto Nagel en 1957.

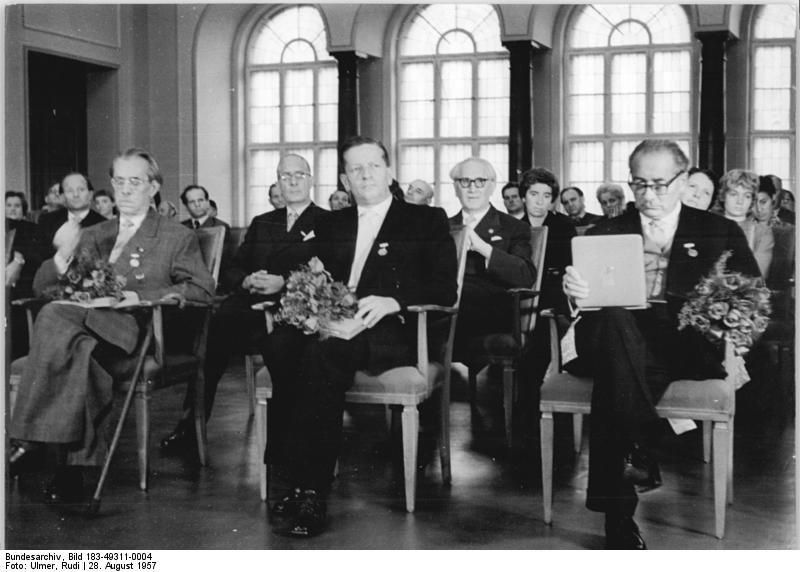
Otto Nagel, Gerhard Busse et Fritz Wisten en 1957.

### 1950–1959
1950
- Walter Felsenstein, metteur en scène et directeur de théâtre
- Charlie Hähnel, peintre et graphiste
- Jan Petersen, écrivain

1951
- Richard Paulick, architecte
- Diedrich Wattenberg, astronome et publiciste

1952
- Michael Bohnen, chanteur d'opéra
- Hermann Henselmann, architecte
- Paul Wiens, écrivain

1953
- Heinrich Klose, chirurgien et magistrat
- Franz Kutschera, acteur et metteur en scène
- Leo Spies, compositeur et chef d'orchestre

1954
- Theodor Brugsch, médecin
- Hans Pitra, directeur
- Helene Riechers, actrice

1955
- Fritz Höft, chef de chœur
- Georg Kuse, ingénieur
- Eduard von Winterstein, acteur

1956
- Hans Heinrich Franck, chimiste
- Helmut Kraatz, médecin
- Alex Wedding (Grete Weiskopf), écrivaine

1957
- Gerhard Busse, ingénieur civil
- Otto Nagel, peintre
- Fritz Wisten, acteur et metteur en scène

1958
- Walter Friedrich, biophysicien
- Gottfried Herrmann, metteur en scène et directeur

1959
- Karl Linser, médecin
- Rudolf Voigt, directeur d'usine
- Hedda Zinner, écrivaine

### 1960–1969
1960
- Hans Jancke, ingénieur
- Gerhard Räker, chef d'orchestre

1961
- Hans Gericke, architecte
- Frank Glaser, peintre et graphiste
- Erich Jeske, ingénieur

1962
- Arno Mohr, peintre et graphiste
- Ruth Zechlin, compositrice et professeur de musique

1963
- Heinrich Dathe, zoologue

1964
- Walter Radetz, écrivain
- Maxim Vallentin, acteur, metteur en scène et directeur

1965
- Ilse Rodenberg, actrice et directrice
- Benno Windmüller, pédagogue

1966
- Willi Narloch, acteur
- Oskar Nerlinger, peintre et graphiste

1967
- Albert Hetterle, directeur
- Hans Kies, sculpteur

1968
- Emil Rudolf Greulich, écrivain
- Werner Krumbein, chef d'orchestre

1969
- Günther Brendel, peintre et graphiste
- Eduard Klein, écrivain
- Karl-Dietrich Knothe, chef d'orchestre
- Annemarie Lange, écrivaine

### 1970–1979
1970
- Heinz Czechowski, écrivain (dans un collectif)
- Heinz Kahlau, écrivain (dans un collectif)

1971
- Erich Schmitt, caricaturiste
- Ernst Schumacher, germaniste et critique théâtral

1972
- Fritz Cremer, sculpteur
- Rainer Kerndl, écrivain

1973
- Günter Kochan, compositeur
- Heinz Werner, bibliothécaire

1974
- Dieter Gantz, peintre et graphiste
- Wolfgang Kohlhaase, écrivain

1975
- Helmut Meyer, écrivain
- Alfred Müller, acteur
- Kurt Sanderling, chef d'orchestre

1976
- Wolfgang Heinz, acteur
- Hans Krause, écrivain et artiste de cabaret

1977
- Wolfram Heicking, compositeur
- Winfried Löschburg, bibliothécaire et écrivain
- Rudi Strahl, écrivain
- Walter Womacka, peintre

1978
- Manfred Böttcher, peintre et graphiste
- Paul Dessau, compositeur et chef d'orchestre
- Renate Holland-Moritz, écrivaine
- Hans-Peter Minetti, acteur

1979
- Theo Adam,  chanteur d'opéra
- Helmut Baierl, écrivain
- Günther Brendel, peintre et graphiste
- Günther Deicke, écrivain
- Miriana Erceg, metteur en scène
- Herwart Grosse, acteur et metteur en scène
- Günter Heine, physicien
- Wieland Herzfelde, écrivain et éditeur
- Klaus Hörold, constructeur
- Ernst Kahler, acteur
- Heinz Knobloch, écrivain
- Erika Pelikowsky, actrice
- Dieter Rumstig, guitariste et dramaturge musical
- Heinz Schonert, constructeur
- Rolf Schubert, peintre et graphiste
- Helmut Straßburger, acteur et metteur en scène
- Michael Tschesno-Hell, écrivain

### 1980–1989
1980
- Ruth Berghaus, metteur en scène
- Elfriede Brüning, écrivaine
- Fritz Duda, peintre et graphiste
- Peter Edel, écrivain et peintre
- Gerhard Keiderling, historien
- Roland Korn, architecte
- Ilse Maybrid, artiste de cabaret
- Zeljko Straka, chef d'orchestre
- Gerald Wickert, constructeur

1981
- Theo Balden, sculpteur
- Robert Hanell, chef d'orchestre
- Ullrich Krabiell, chimiste
- Alexander Lang, acteur et metteur en scène
- Lotte Loebinger, actrice
- Monika Lubitz, danseuse
- Nadeshda Ludwig, slaviste
- Vera Oelschlegel, actrice et directrice
- Walter Rähse, ingénieur

1982
- Günter Buhtz, constructeur
- Wolfgang Eilers, chanteur et acteur
- Hermann Hähnel, chanteur
- Monika Lennartz, actrice
- Ulrich Manicke, inventeur
- Eberhard Panitz, écrivain
- Núria Quevedo, peintre[1]
- Friedrich Richter, acteur

1983
- Manfred Frach, constructeur
- Günter Görlich, écrivain
- Martin Puttke, danseur et professeur de ballet
- Nuria Quevedo, graphiste et peintre

1984
- Achim Beubler, biotechnologue
- Hanna Donner-Hellmann, actrice
- Heinrich Drake, sculpteur
- Gerhard Holtz-Baumert, écrivain
- Harry Lüttger, peintre et graphiste
- Karl Mundstock, écrivain
- Gisela Walther, professeur de danse
- Joachim Werzlau, compositeur

1985
- Heinz Behling, caricaturiste
- Günter Dörner, médecin (collectif)
- Monika Hetterle, actrice
- Arno Mohr, peintre et graphiste
- Jürgen Pansow, sculpteur
- Rüdiger Sander, acteur
- Jo Schulz, écrivain
- Otto Stark, artiste de cabaret et acteur

1986
- Jörg Gudzuhn, acteur
- Gisela Karau, publiciste et écrivaine
- Hans-Ludwig Wollong, professeur de musique

1987
- Gerhard Behrendt, animateur de cinéma
- Manfred Bofinger, artiste commercial
- Erhard Fischer, metteur en scène
- Jochen Hauser, écrivain
- Otto Häuser, écrivain
- Rudolf Hirsch, publiciste et écrivain
- Hermann Kant, écrivain
- Hartmut Kanter, metteur en scène et auteur[2]
- Jochen Lohse, metteur en scène
- Rolf Lukowsky, compositeur
- Manfred Prasser, architecte
- Peter Reusse, acteur
- Günter Schade, historien de l'art

1988
- Thomas Börner, biotechnologue
- Richard Christ, écrivain
- Rudolf Grüttner, artiste commercial
- Magdaléna Hajossyova, chanteuse
- Hans Pischner, claveciniste et directeur
- Rosemarie Schuder, écrivaine

1989
- Detlef-Elken Kruber, danseur
- Manfred Roost, chef d'orchestre
- Baldur Schönfelder, sculpteur
- Ursula Werner, actrice